# Dietrich Wagner

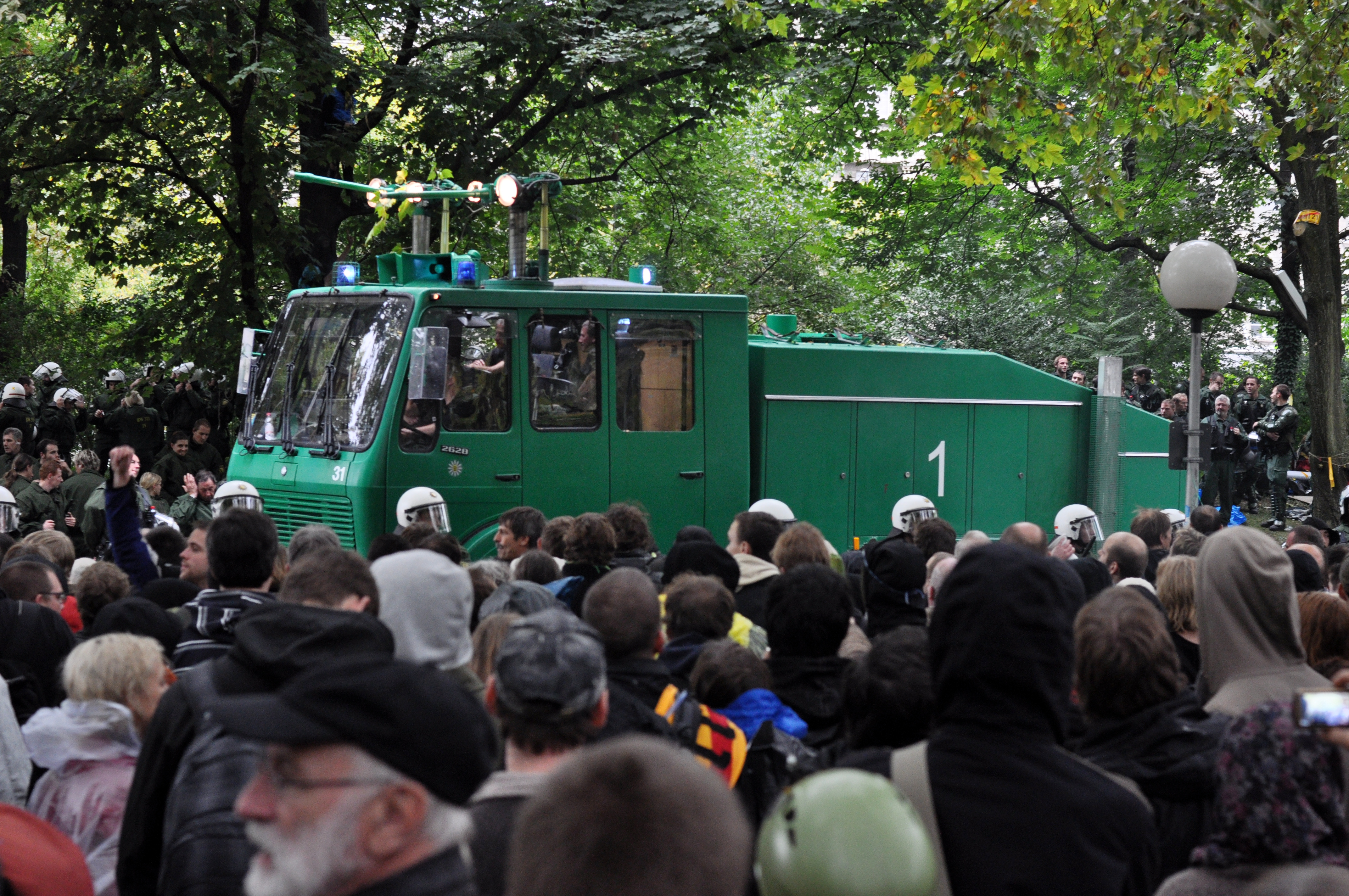
Demonstranten und Wasserwerfer 9000 im Mittleren Schlossgarten, 30. September 2010

Dietrich Wagner (* 19. März 1944; † 28. Juni 2023 in Stuttgart) war ein deutscher Ingenieur aus Stuttgart. Er erlitt am 30. September 2010 schwere Augenverletzungen durch einen Wasserwerfer bei der gewaltsamen Räumung des Stuttgarter Schlossgartens für das umstrittene Bahnprojekt Stuttgart 21 und den damit verbundenen Protestaktionen in Stuttgart.
Der Polizeieinsatz führte zur weitgehenden Erblindung Wagners und gilt als Beispiel für rechtswidrige Polizeigewalt in Deutschland; in der Folge wurde der Stuttgarter Polizeipräsident wegen fahrlässiger Körperverletzung im Amt verurteilt. Das Land Baden-Württemberg einigte sich später in einem Vergleich mit Wagner auf Entschädigungszahlungen in Höhe von 120.000 Euro.

## Leben
Wagner wurde 1944 geboren und studierte in den 1960er Jahren Physik in Tübingen, brach das Studium jedoch vorzeitig ab und brachte sich selbstständig Elektrotechnik bei. Anschließend arbeitete er als selbstständiger Ingenieur im Bereich elektromagnetischer Verträglichkeit.
Bis zu seiner weitgehenden Erblindung im Jahr 2010 zählten Astronomie und Handwerk zu seinen Hobbys, so baute er eigene Funkgeräte und Fernrohre.
In den Jahren nach dem Vorfall engagierte sich Dietrich Wagner öffentlich gegen Polizeigewalt, warnte international vor dem Einsatz von Wasserwerfern und wurde zur Symbolfigur des zivilen Protests gegen Stuttgart 21 (siehe: Politische und juristische Folgen).
In seinen letzten Jahren lebte Wagner weitgehend aus der Öffentlichkeit zurückgezogen. 2020 erlitt er einen Schlaganfall, von dem er sich aber wieder erholte. Wenige Monaten vor seinem Tod heiratete er seine langjährige Lebensgefährtin Erika. Er hatte keine Kinder.
Am 28. Juni 2023 ist Wagner im Alter von 79 Jahren in einer Stuttgarter Klinik an den Folgen einer Lungenentzündung verstorben.

## Augenverletzung

### Räumung & Verletzungen
Wagner war nach eigenen Angaben zunächst nicht gegen das Großprojekt, wurde aber bei Gesprächen mit Projektgegnern davon überzeugt, dass es unsinnig sei. Er war davor mit Ausnahme seiner Studentenzeit in Tübingen kaum politisch aktiv.
Bei der Räumung des Schlossgartens zum Baumfällen wurde Wagner vom Strahl eines Wasserwerfers der Polizei im Gesicht getroffen. Die Zeitschrift Stern schilderte Wagners Darstellung, dieser habe „versucht, Jugendlichen zu helfen, die vom Strahl des Wasserwerfers weggefegt worden waren. Deshalb habe er die Arme hochgerissen und den Polizisten gewunken, um ihnen zu bedeuten, sie sollten aufhören. Dann traf ihn selbst der Wasserstrahl direkt ins Gesicht.“ Die Stuttgarter Polizei warf Wagner eine Mitschuld vor, da er sich „nicht weggeduckt“ habe. Nach den Angaben Wagners stand der Wasserwerfer etwa 13 m entfernt von ihm. Polizeipräsident Siegfried Stumpf behauptete: „Wir haben den Mann hinter den Barrikaden immer wieder beiseite genommen, doch er ist immer wieder zurückgelaufen. Er selbst hat sich direkt in den Strahl gestellt.“
Ein von der Polizei am 30. September aufgenommenes und von Sat.1 am 6. Oktober 2010 ausgestrahltes Video zeigte, wie er einen nicht genau zu erkennenden Gegenstand wirft. Auch das Ziel ist nicht zu erkennen. Wagner räumte daraufhin ein, „zwei oder drei Kastanien“ geworfen zu haben, und sprach von einem „symbolischen Akt“: „Da wurden hunderte von Kastanien geschmissen, aber ohne jeglichen Effekt, weil die Polizisten mit dicken Uniformen, Helmen und Visieren ausgerüstet waren.“ Wagner betonte, es sei in deutlichem zeitlichen Abstand zur Verletzung durch den Wasserwerfer geschehen. Er habe die Polizei also nicht provoziert.
Der Chefarzt Egon Georg Weidle stellte im Katharinenhospital Stuttgart bei Wagner beidseitig schwere Prellungsverletzungen, zerrissene Augenlider, Augenbodenbruch, eine eingerissene Netzhaut und zerstörte Linsen fest. Das linke Auge blieb völlig zerstört und nahm nur noch am linken Rand einen Lichtschein wahr. Die Sehkraft des anderen Auges betrug 8 % und reichte nicht mehr zum Lesen oder Autofahren.
Im Katharinenhospital und in der Charlottenklinik für Augenheilkunde mussten 16 weitere Augenverletzte behandelt werden, darunter vier stationär.

### Politische und juristische Folgen
Fotos, die Wagner zeigen, wie er blutend von zwei Mitdemonstranten gestützt wird, wurden in fast allen deutschen Medien veröffentlicht. Bei den folgenden Demonstrationen erschienen zahlreiche Demonstranten mit blutroter Schminke unter den Augenlidern, um an Wagners Verletzungen zu erinnern. Wagner wurde zu einem Symbol der Demonstrationen und der polizeilichen Gewalt in Stuttgart, die Rheinische Post bezeichnete Wagner als „Symbolfigur von Stuttgart 21“, und der Westdeutsche Rundfunk als „Symbol für Polizeigewalt“. Die Süddeutsche Zeitung sieht in ihm das „Gesicht des Widerstands“. Nach Jakob Augstein „dürfte [das Bild] großen Anteil daran gehabt haben, dass der baden-württembergische Ministerpräsident Mappus sein Amt verlor.“ Im Juli 2011 gab Mappus auch den Landesvorsitz der CDU Baden-Württemberg auf.
Der damalige Innenminister von Baden-Württemberg, Heribert Rech (CDU), besuchte Wagner nach dem Vorfall im Krankenhaus. Eine Entschuldigung erhielt Wagner nicht. Stattdessen thematisierte die CDU-Bundestagsabgeordnete Karin Maag das Bild des Verletzten am 6. Oktober 2010 bei ihrer Rede im Deutschen Bundestag und bezeichnete die Abbildung als „manipulativ“; die polizeiliche Aufarbeitung der Geschehnisse müsse abgewartet werden.
Tatsächlich prüfte die Stuttgarter Staatsanwaltschaft zunächst, ob es einen Anfangsverdacht gegen Wagner wegen Körperverletzung von Polizisten gebe. Wagner  kritisierte dies. Das Verfahren gegen ihn wurde später eingestellt. Außerdem ermittelte man gegen Wagner auch wegen „Widerstands gegen Vollstreckungsbeamte in Tateinheit mit versuchter Sachbeschädigung“, da er neben Kastanien auch einen Stein gegen ein Polizeifahrzeug geworfen haben soll. Auch diese Ermittlungen wurden 2011 eingestellt.
Wagner erstattete seinerseits Strafanzeige wegen Körperverletzung gegen Innenminister Rech. Am 28. Oktober 2010 reichten Wagner und drei weitere Verletzte vor dem Verwaltungsgericht Stuttgart Klage gegen das Land Baden-Württemberg ein, weil die Verhältnismäßigkeit bei dem Polizeieinsatz nicht gewahrt wurde. Im Verfahren gegen zwei Einsatzabschnittsleiter, die laut Anklage „sorgfaltswidrig den Einsatz von Wasserwerfern“ zugelassen haben sollen, war Wagner Nebenkläger. Das Verwaltungsgericht Stuttgart urteilte im November 2015, dass der Polizeieinsatz rechtswidrig war. Siegfried Stumpf, bis 2011 Polizeipräsident am Polizeipräsidium Stuttgart, wurde im März 2015 wegen fahrlässiger Körperverletzung im Amt in vier Fällen zu 120 Tagessätzen à 130 Euro verurteilt, der ehemalige Polizeipräsident akzeptierte den Strafbefehl und gilt damit als vorbestraft. Im Juli 2016 wurden vom Land Baden-Württemberg Entschädigungszahlungen in Höhe von 120.000 Euro angeboten. Wagner akzeptierte dies im Dezember 2016.
Etwa ein Jahr nach dem Vorfall gab Wagner gegenüber Journalisten an, dass er den Vorfall vom 30. September 2010 als eines der schlimmsten Verbrechen ansehe, das der gesamtdeutsche Staat nach dem Zweiten Weltkrieg begangen habe. Die Sache sei langfristig und vorsätzlich geplant gewesen und er wisse aus verlässlicher Quelle, dass die „amerikanischen Besatzer“ im Großraum Stuttgart drei Tage vorher informiert wurden.
Wagner engagierte sich bis zu seinem Tod für den Widerstand gegen Stuttgart 21. Außerdem engagierte er sich seit dem Vorfall gegen die Verwendung von Wasserwerfern durch die Polizei. 2014 besuchte er das Vereinigte Königreich und forderte von der damaligen Innenministerin Theresa May (Home Secretary), die Verwendung von Wasserwerfern nicht zu autorisieren, welche in Folge den Einsatz auch ablehnte und auf Wagners Vorfall in ihrer Begründung verwies. Auch in Südkorea sorgte Wagners Beispiel, über das Dieter Reicherter bei einem Symposium 2016 stellvertretend berichtete, mit dafür, dass das  Land Wasserwerfer abschaffte.

## Ehrungen
Dietrich Wagner wurde 2011 mit dem Georg-Elser-Preis ausgezeichnet.